# Exochus gravis
Exochus gravis är en stekelart som beskrevs av Johann Ludwig Christian Gravenhorst 1829. Exochus gravis ingår i släktet Exochus och familjen brokparasitsteklar. Inga underarter finns listade i Catalogue of Life.